# Pygeum perreauanum
Pygeum perreauanum är en rosväxtart som beskrevs av Jean Baptiste Louis Pierre och Jules Cardot. Pygeum perreauanum ingår i släktet Pygeum och familjen rosväxter. Inga underarter finns listade i Catalogue of Life.